# Karl Grünberg (Politiker)

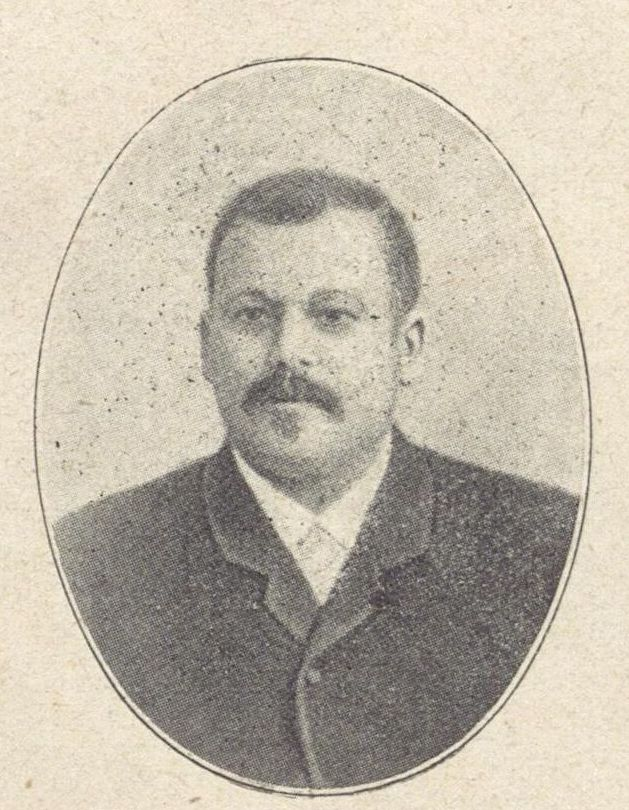
Karl Grünberg

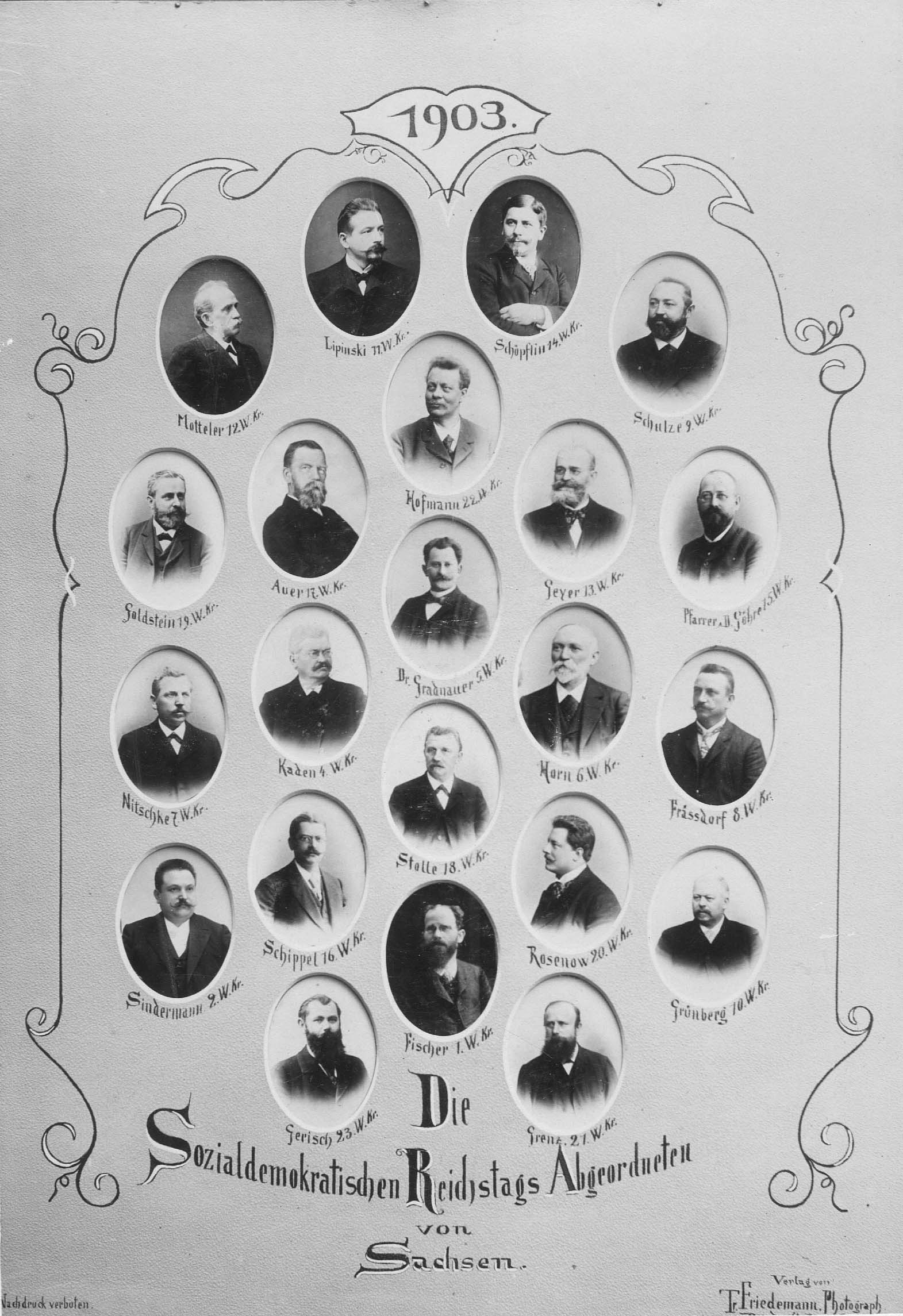
Karl Grünberg (vierte Reihe von oben, rechts) und die anderen sächsischen Reichstagsabgeordneten, 1903

Karl Friedrich Grünberg (auch Carl Friedrich Grünberg; * 22. Oktober 1847 in Hartha; † 14. Juli 1906 ebenda) war ein deutscher Unternehmer und Politiker (SPD).

## Leben und Wirken
Der Sohn eines Webers besuchte von 1853 bis 1861 die Volksschule seiner Heimatstadt Hartha, bevor er eine Weberlehre absolvierte. Seine Wanderschaft führte ihn u. a. nach England, Frankreich, in die Schweiz und durch die deutschen Länder. Von 1867 bis 1869 absolvierte er seinen Militärdienst und nahm als Soldat mit der 4. Kompanie des 107. Regiments am Deutsch-Französischen Krieg teil.  Bis 1873 arbeitete Grünberg als Textilarbeiter erneut im elterlichen Betrieb und übernahm nach dem Tod des Vaters das Geschäft, welches er bis zu seinem eigenen Tod mit seinem Bruder Friedrich Louis unter dem Namen „Gebrüder Grünberg, Webwaarenfabrik Hartha“ betrieb.
Karl Grünberg war Teilnehmer des Arbeiterkongresses 1889 in Paris, auf dem die II. Internationale gegründet wurde.
Von 1886 bis 1897 war Grünberg gewählter Stadtverordneter von Hartha. In einer Nachwahl wurde er 1896 im 14. städtischen Wahlkreis als Nachfolger des verstorbenen Abgeordneten Louis Seydler in die II. Kammer des Sächsischen Landtags gewählt, dem er bis 1899 angehörte. Am 22. Oktober 1902 wurde er im 10. sächsischen Wahlkreis für den verstorbenen Abgeordneten Adolf Lehr in den Deutschen Reichstag gewählt. Dieses Mandat hatte er für den Rest der 10. und die komplette 11. Legislaturperiode inne.